# Abigail Kubeka
Abigail Kubheka (sinh ngày 19 tháng 1 năm 1941) là một ca sĩ, nhạc sĩ và nữ diễn viên người Nam Phi. Trong chương trình truyền hình của đài SABC Generations, cô đóng vai Zondiwe Mogale, mẹ kế của Tau Mogale và Tshidi Phakade (Letoya Makhene).

## Đời tư
Kubeka sinh tại Orlando East. Bà theo học một trường nội trú truyền giáo ở Kilnerton. Ngay từ nhỏ, bà đã tỏ ra thích ca hát.

## Sự nghiệp
Abigail Kubeka bắt đầu hát với các nhạc sĩ nổi tiếng như Miriam Makeba, Hugh Masekela và đã biểu diễn với nhiều người khác như Thandi Klaasen.
Năm 2014, Kubeka đã nhận được giải thưởng Thành tựu trọn đời từ Giải thưởng Điện ảnh và Truyền hình Nam Phi (SAFTAS), và năm 2016 đã được vinh danh với Giải thưởng Thành tựu trọn đời tại Giải thưởng Âm nhạc Wawela (WMA) ở Johannesburg. Đầu những năm 2000, Kubeka đã giành giải Thành tựu trọn đời cho nhạc sĩ và nhạc jazz xuất sắc nhất.
Kubeka đã xuất hiện trong các bộ phim bao gồm An American American (2016), The Jakes Are Missing (2015) và The Long Run (2001), trong đó cô hát cùng Busi Mhlongo.

## Giải thưởng
Abigail đã giành được một giải thưởng gọi là Wamela, với thành tích trọn đời, vì những đóng góp mà cô làm cho đất nước Nam Phi, và cũng được đề cử tại Liên hoan phim Durban, với Doeso Mbedu, Connie Ferguson, Leleti Khumalo và Sihle Ndaba.
Giải thưởng âm nhạc Wamela (Đoạt giải - Giải thưởng Thành tựu trọn đời 2001)
Liên hoan phim Durban (được đề cử - Nữ diễn viên trong vai phụ)
Giải thưởng điện ảnh và truyền hình Nam Phi (Đoạt giải - Nữ diễn viên xuất sắc nhất, The Long Run 2015)
SAMAwards (Ca sĩ của năm - Đề cử 2017) 